# Helen Rose
Helen Rose (eigentlich Helen Bromberg; * 2. Februar 1904 in Chicago, Illinois; † 9. November 1985 in Palm Springs, Kalifornien) war eine US-amerikanische Kostümbildnerin und Modedesignerin, die zwei Mal den Oscar für das beste Kostümdesign gewann und weitere acht Mal für diese Auszeichnung nominiert war. Sie entwarf zudem Brautkleider für Grace Kelly, Elizabeth Taylor, Debbie Reynolds und andere Filmschauspielerinnen.

## Leben
Helen Bromberg wuchs mit ihren Eltern und zwei jüngeren Geschwistern in Cook County, Illinois, auf und begann bereits im Alter von 15 Jahren als Schneiderin mit dem Entwerfen von Kostümen für Theater und Nachtclubs.
Mitte der 1930er Jahre begann sie als Kostümbildnerin in der Filmwirtschaft Hollywoods und war nach We’re in the Legion Now (1936) bis Ende der 1960er Jahre für Metro-Goldwyn-Mayer an der Ausstattung von rund 150 Filmen beteiligt.
Bei der Oscarverleihung 1952 war sie zusammen mit Gile Steele erstmals für den Oscar für das beste Kostümdesign nominiert und zwar für den Farbfilm Der große Caruso (1951). 1953 gewann sie nicht nur ihren ersten Oscar für die Kostüme in dem Schwarzweißfilm Stadt der Illusionen (1952), sondern war zugleich mit Gile Steele auch für den Oscar für die Kostüme im Farbfilm Die lustige Witwe (1952) nominiert.
Weitere Nominierungen für den Oscar in der Kategorie Beste Kostümdesign folgten 1954 mit Herschel McCoy für den Schwarzweißfilm Du und keine andere (1953), 1955 für den Schwarzweißfilm Die Intriganten (1954) sowie 1956 für den Farbfilm Unterbrochene Melodie (1955). Bei der Oscarverleihung 1956 erhielt sie darüber hinaus ihren zweiten Oscar für die besten Kostüme; diesmal für den Farbfilm Und morgen werd’ ich weinen (1955).
Im Anschluss wurde sie noch weitere drei Mal für den Oscar für die besten Kostüme in Schwarzweißfilmen nominiert: 1957 für Die Macht und ihr Preis (The Power and the Prize), 1960 für Die Nervensäge und schließlich bei der Oscarverleihung 1967 für Gesicht ohne Namen.
Weitere bekannte Filme mit von ihr gestalteten Kostümen waren Das ist New York (1949), Ein Geschenk des Himmels (1951), Herzen im Fieber (1953) und Die oberen Zehntausend (1956). Im Laufe ihrer rund 30-jährigen Karriere arbeitete sie mit Filmregisseuren wie Richard Thorpe, Curtis Bernhardt, Robert Wise, Daniel Mann, Henry Koster, George Marshall, Delbert Mann, Sidney Sheldon, Stanley Donen, Gene Kelly, Vincente Minnelli und Charles Walters zusammen.
Helen Rose war zudem als Modedesignerin tätig und entwarf Brautkleider für Schauspielerinnen wie Grace Kelly, Elizabeth Taylor und Debbie Reynolds. Nach ihrem Ausscheiden bei MGM gründete sie Ende der 1960er Jahre eine eigene Modefirma, schrieb ein Buch sowie eine Kolumne und trat bei verschiedenen Modeshows mit ihren Designs auf.

## Filmografie (Auswahl)
- 1943: Coney Island
- 1945: Broadway Melodie 1950 (Ziegfeld Follies)
- 1946: Bis die Wolken vorüberzieh’n (Till the Clouds Roll By)
- 1947: Good News
- 1947: Hoppla, hier kommt Merton! (Merton of the Movies)
- 1947: Tanz ohne Ende (The Unfinished Dance)
- 1948: Wirbel um Judy (A Date with Judy)
- 1948: Akt der Gewalt (Act of Violence)
- 1948: Dr. Johnsons Heimkehr (Homecoming)
- 1948: Liebe an Bord (Luxury Liner)
- 1949: The Stratton Story
- 1949: Heut’ gehn wir bummeln (On the Town)
- 1949: Verlorenes Spiel (East Side, West Side)
- 1949: Kuß um Mitternacht (That Midnight Kiss)
- 1949: Spiel zu dritt (Take Me Out to the Ball Game)
- 1950: Duell in der Manege (Annie Get Your Gun)
- 1950: Von Katzen und Katern (The Big Hangover)
- 1950: Einmal eine Dame sein (Two Weeks with Love)
- 1950: Nancy geht nach Rio (Nancy Goes to Rio)
- 1950: Vater der Braut (Father of the Bride)
- 1950: Drei kleine Worte (Three Little Words)
- 1950: Der einsame Champion (Right Cross)
- 1950: Tod im Nacken (To Please a Lady)
- 1950: Liebeslied auf Tahiti (Pagan Love Song)
- 1950: Mein Leben gehört mir (A Life of Her Own)
- 1951: Ein Geschenk des Himmels (Father’s Little Dividend)
- 1951: Hübsch, jung und verliebt (Rich, Young and Pretty)
- 1951: Der große Caruso (The Great Caruso)
- 1951: Anwalt des Verbrechens (The Unknown Man)
- 1951: Der Mordprozeß O’Hara (The People Against O’Hara)
- 1951: Der Cowboy, den es zweimal gab (Callaway Went Thataway)
- 1951: Karneval in Texas (Texas Carnival)
- 1951: Begegnung in Tunis (The Light Touch)
- 1952: Die lustige Witwe (The Merry Widow)
- 1952: Stadt der Illusionen (The Bad and the Beautiful)
- 1952: Die letzte Entscheidung (Above and Beyond)
- 1952: Mädels ahoi (Skirts Ahoy!)
- 1952: Frau in Weiß (The Girl in White)
- 1952: Die Schönste von New York (The Belle of New York)
- 1952: Geborgtes Glück (Invitation)
- 1953: Ein verwöhntes Biest (The Girl Who Had Everything)
- 1953: War es die große Liebe? (The Story of Three Loves)
- 1953: Du und keine andere (Dream Wife)
- 1953: Herzen im Fieber (Torch Song)
- 1953: Eine Leiche auf Rezept (Remains to bei Seen)
- 1953: Du bist so leicht zu lieben (Easy to Love)
- 1953: Mogambo
- 1953: Verrat im Fort Bravo (Escape from Fort Bravo)
- 1953: Die Wasserprinzessin (Dangerous When Wet)
- 1953: Sombrero
- 1953: Eine Chance für Suzy (Give a Girl a Break)
- 1954: Symphonie des Herzens (Rhapsody)
- 1954: Ihre zwölf Männer (Her Twelve Men)
- 1954: Damals in Paris (The Last Time I Saw Paris)
- 1954: Die Intriganten (Executive Suite)
- 1954: Grünes Feuer (Green Fire)
- 1954: Alt Heidelberg (The Student Prince)
- 1955: Der gläserne Pantoffel (The Glass Slipper)
- 1955: Vorwiegend heiter (It's Always Fair Weather)
- 1955: Tyrannische Liebe (Love Me or Leave Me)
- 1955: Und morgen werd’ ich weinen (I’ll Cry Tomorrow)
- 1956: Der Schwan (The Swan)
- 1956: Die oberen Zehntausend (High Society)
- 1956: Die Macht und ihr Preis (The Power and the Prize)
- 1956: Menschenraub (Ransom!)
- 1956: Alarm im Weltall (Forbidden Planet)
- 1956: Anders als die anderen (Tea and Sympathy)
- 1957: Warum hab’ ich ja gesagt? (Designing Woman)
- 1957: Seidenstrümpfe (Silk Stockings)
- 1958: Die Katze auf dem heißen Blechdach (Cat on a Hot Tin Roof)
- 1958: Babys auf Bestellung (The Tunnel of Love)
- 1959: Französische Betten (Count Your Blessings)
- 1960: Telefon Butterfield 8 (BUtterfield 8)
- 1961: Junggeselle im Paradies (Bachelor in Paradise)
- 1961: Geh nackt in die Welt (Go Naked in the World)
- 1966: Paris ist voller Liebe (Made in Paris)
- 1966: Gesicht ohne Namen (Mister Buddwing)